# Chulmleigh
Chulmleigh est une ville et une paroisse civile du Devon, située dans l'Angleterre du Sud-Ouest. 